# NGC 3720
NGC 3720 је спирална галаксија у сазвежђу Лав која се налази на NGC листи објеката дубоког неба.
Деклинација објекта је + 0° 48' 14" а ректасцензија 11h 32m 21,6s. Привидна величина (магнитуда) објекта NGC 3720 износи 12,8 а фотографска магнитуда 13,7. NGC 3720 је још познат и под ознакама UGC 6523, MCG 0-30-6, CGCG 12-10, KCPG 289B, IRAS 11297+0104, PGC 35594.